# Ferrovia elettrica Takamatsu-Kotohira
Ferrovia elettrica Takamatsu-Kotohira (高松琴平電気鉄道?, Takamatsu-Kotohira Denki Tetsudō), più comunemente conosciuta come  (Kotoden?, ことでん), è il nome di una compagnia ferroviaria giapponese con sede nella città di Takamatsu, nella prefettura di Kagawa, sull'isola di Shikoku. L'azienda, che gestisce tre linee ferroviarie, è stata fondata nel 1943.

## Storia
Le origini dell'azienda risalgono al 1909, quando fu fondata la Takamatsu Electric Tramway (高松電気軌道?, Takamatsu Denki Kidō). Questa azienda aprì la linea Nagao il 30 aprile 1912 tra Dehare (出晴) (vicino all'attuale stazione di Kawaramachi) e la stazione di Nagao. La linea era originariamente a scartamento 1.067 mm ed elettrificata a 600 V CC, ma fu ricalibrata a 1.435 mm nel giugno 1945 e la tensione della linea aerea fu aumentata a 1500 V CC dal dicembre 1976.
La Tosan Electric Railway (東讃電気軌道?, Azuma san denki kidō) fu fondata nel 1910 e aprì la linea Shido il 18 novembre 1911 tra Imabashi e la stazione di Shido (ora Kotoden-Shido). La linea fu elettrificata a 600 V CC. La tensione della linea fu aumentata a 1500 V CC dall'agosto 1966.
La Ferrovia elettrica Kotohira (琴平電鉄?, Kotohira dentetsu) fu fondata nel 1924 e la linea Kotohira fu inaugurata il 21 dicembre 1926 tra Ritsurin-Kōen e Takinomiya.
Kotoden fu fondata dalla fusione in tempo di guerra (1943) di queste tre linee ferroviarie nell'area di Takamatsu. Subito dopo la sua fondazione, assorbì le operazioni di trasporto autobus nelle vicinanze. I bombardamenti aerei distrussero alcune linee durante la guerra. Dopo la guerra, la rete si estese fino al centro della città di Takamatsu unendosi alla stazione Takamatsu-Chikkō da Kawaramachi, a pochi minuti a piedi dalla stazione di Takamatsu della JR Shikoku. La sua rete assunse la sua forma attuale nei primi anni '50.
Dall'inizio del XXI secolo, tre nuove stazioni sono state aperte sulla linea Kotohira: Kūkōdōri il 29 luglio 2006, Ayagawa il 15 dicembre 2013 e Fuseishi il 28 novembre 2020.
Ad aprile 1986 l'attività di autobus viene trasferita a Takamatsu Bus, ribattezzata Kotoden Bus.

## Linee ferroviarie
Kotoden gestisce tre linee:
- Linea Kotohira (gialla)
  - Con 32,9 km, questa è la linea più lunga. I suoi capolinea sono la stazione Takamatsu-Chikkō nel centro della città e la stazione Kotoden-Kotohira nella cittadina di Kotohira .
  - La linea è per lo più a binario unico, a scartamento standard ed elettrificata a 1500 V CC. La sezione del centro città dalla stazione Takamatsu-Chikko alla stazione Ritsurin è a doppio binario. Con l'apertura della stazione Fuseishi, anche la sezione tra Sanjo e Ota è stata potenziata a doppio binario.
  - 23 stazioni.
- Linea Nagao (verde)
  - La linea è lunga 14,6 km. Collega Takamatsu-Chikkō con la stazione di Nagao nella città di Sanuki .
  - La linea tra Kawaramachi e Nagao è a binario unico, a scartamento standard ed elettrificata a 1500 V CC.
  - 18 stazioni, di cui 3 condivise con la linea Kotohira.
- Linea Shido (rossa)
  - Aperta nel 1911/17 come linea da 600 VDC, aumentata a 1500 VDC nel 1966.
  - La linea più corta, 12,5 km. Collega la stazione di Kawaramachi e la stazione di Kotoden-Shido a Sanuki.
  - Binario singolo, scartamento normale ed elettrificato a 1500 V CC.
  - 16 stazioni, incluso il terminal Kawaramachi sulla linea Kotohira/Nagao.
  - La linea Shido è una cosiddetta linea insulare, senza alcun collegamento con le linee Nagao/Kotohira.
- Una linea di 16 km da Busshozan (sulla linea Kotohira) a Shionoe operò tra il 1929 e il 1941. Fu sostituita da un servizio di autobus.

## Materiale rotabile
Avendo ereditato la maggior parte del suo materiale rotabile da diverse aree del Giappone (in particolare, Keikyu, Keiō e la Metropolitana di Nagoya), Kotoden è anche conosciuto come il “Museo del treno in movimento”.

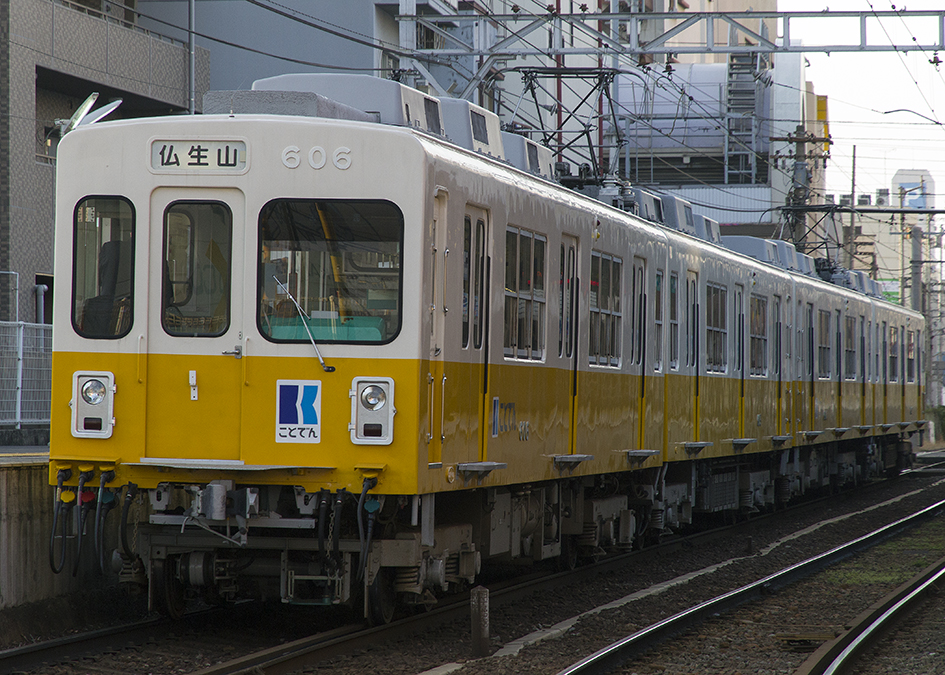
Serie 600
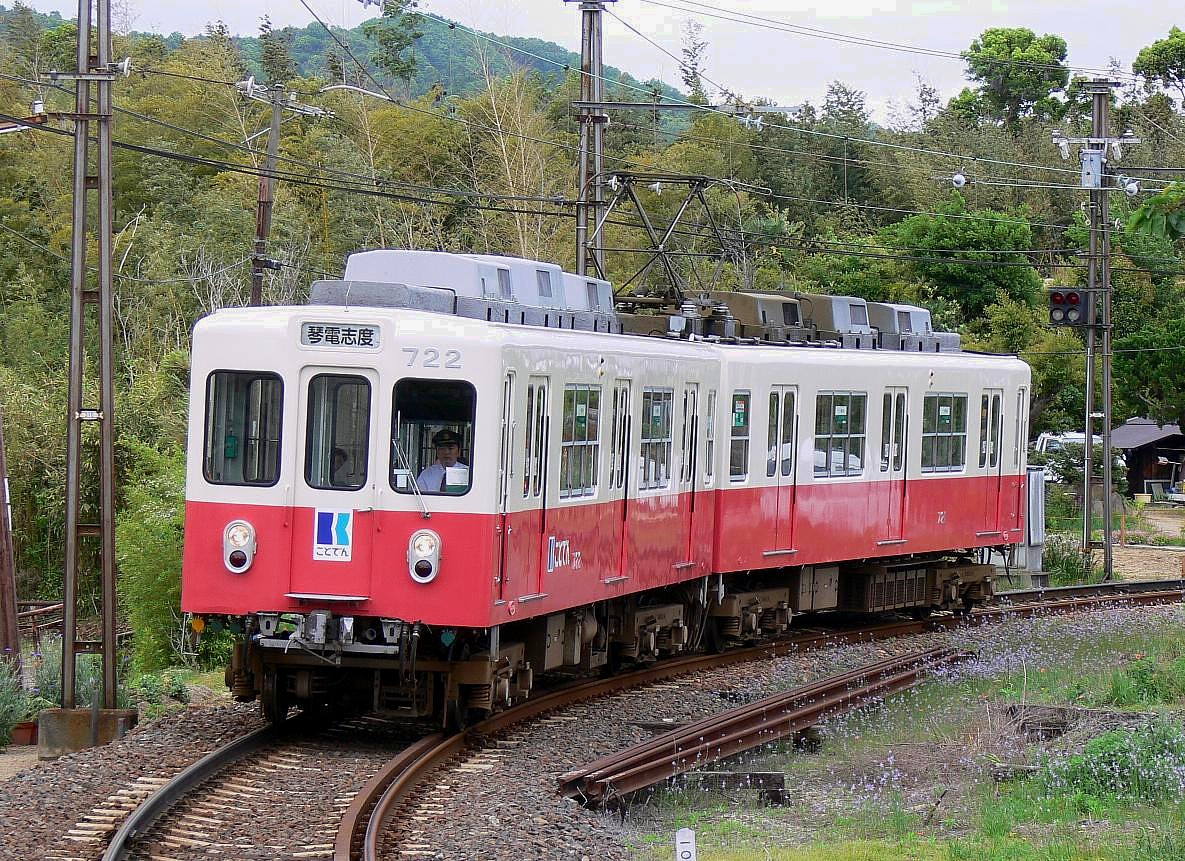
Serie 700
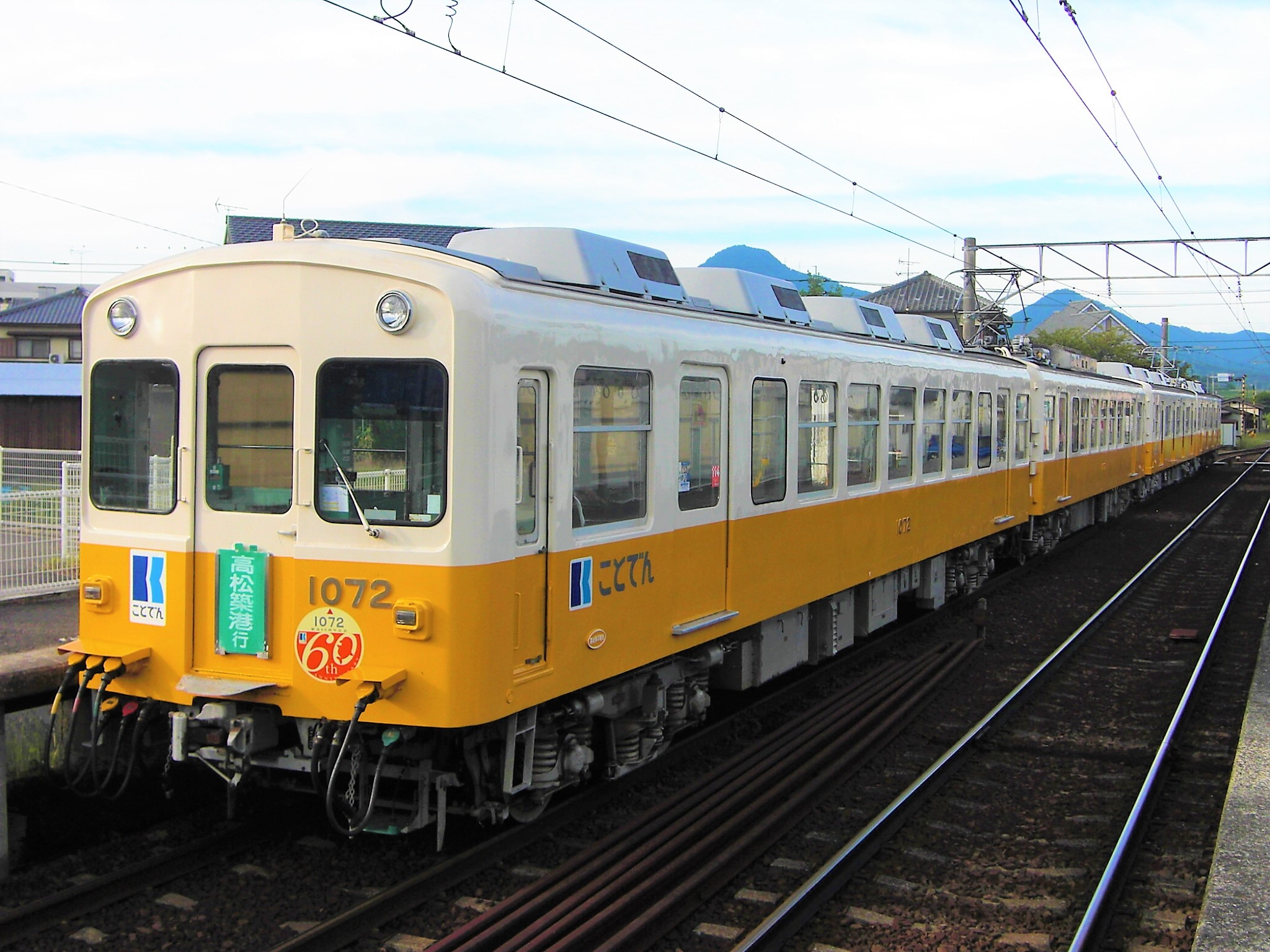
Serie 1070
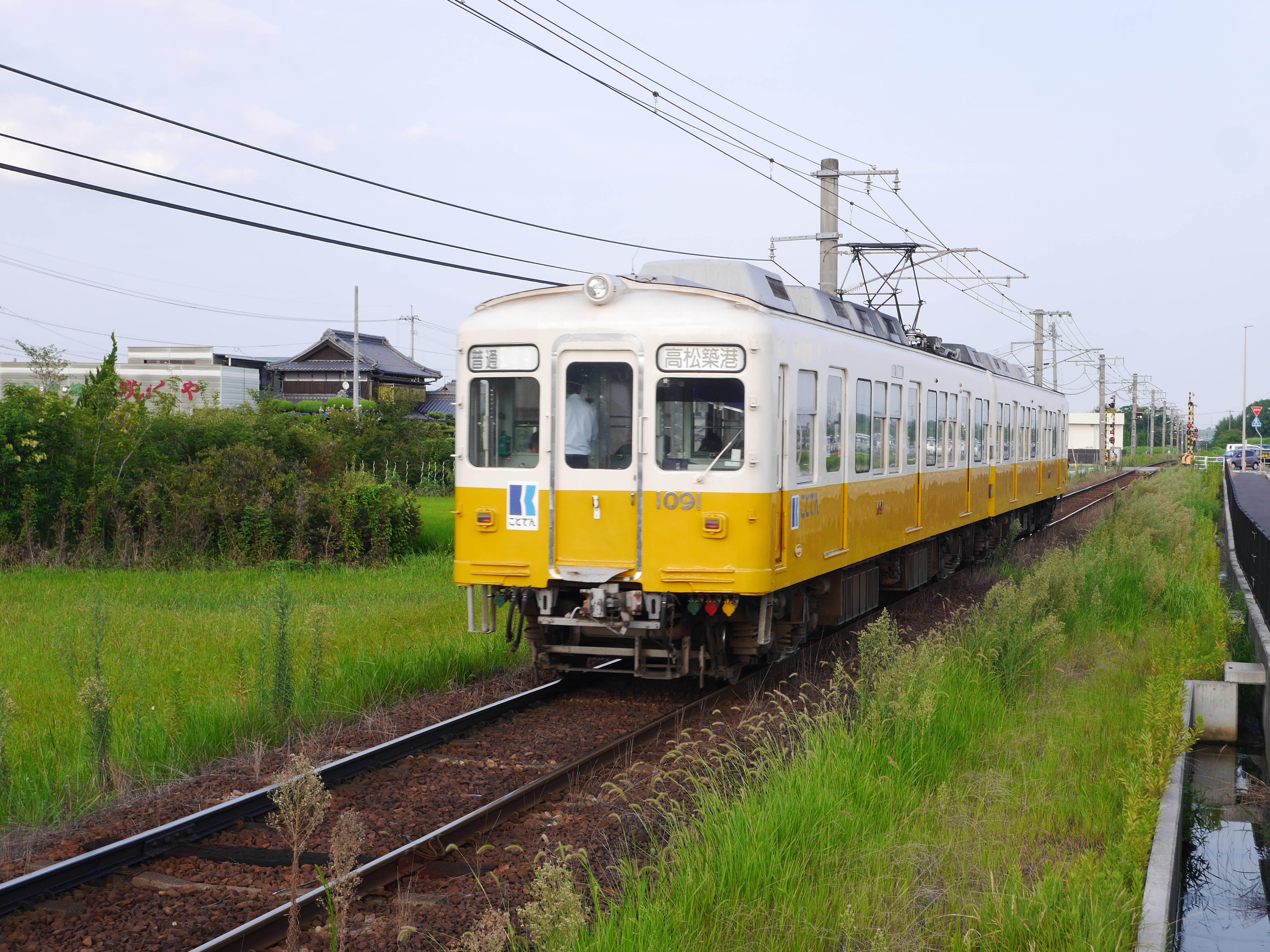
Serie 1080
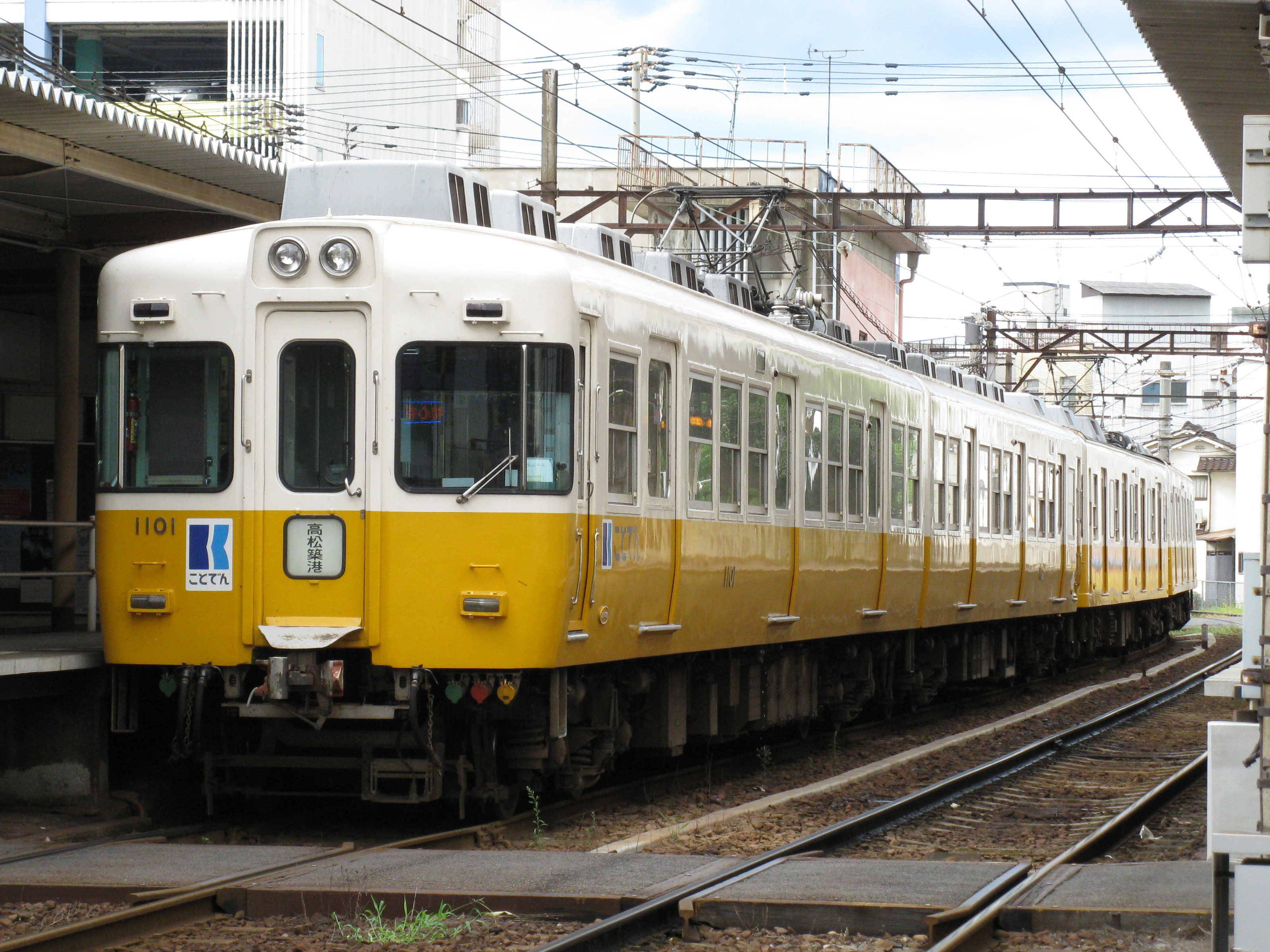
Serie 1100
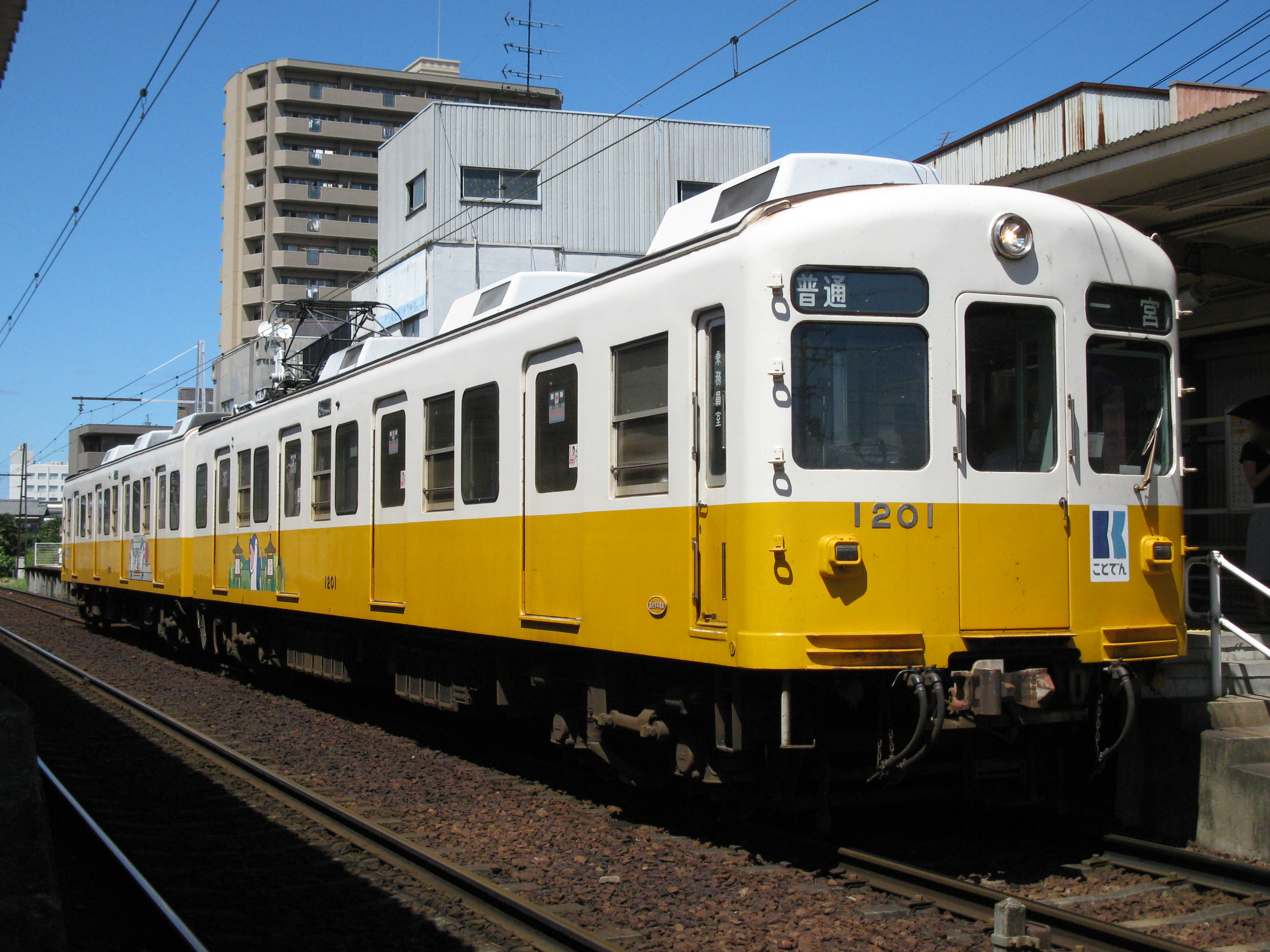
Serie 1200
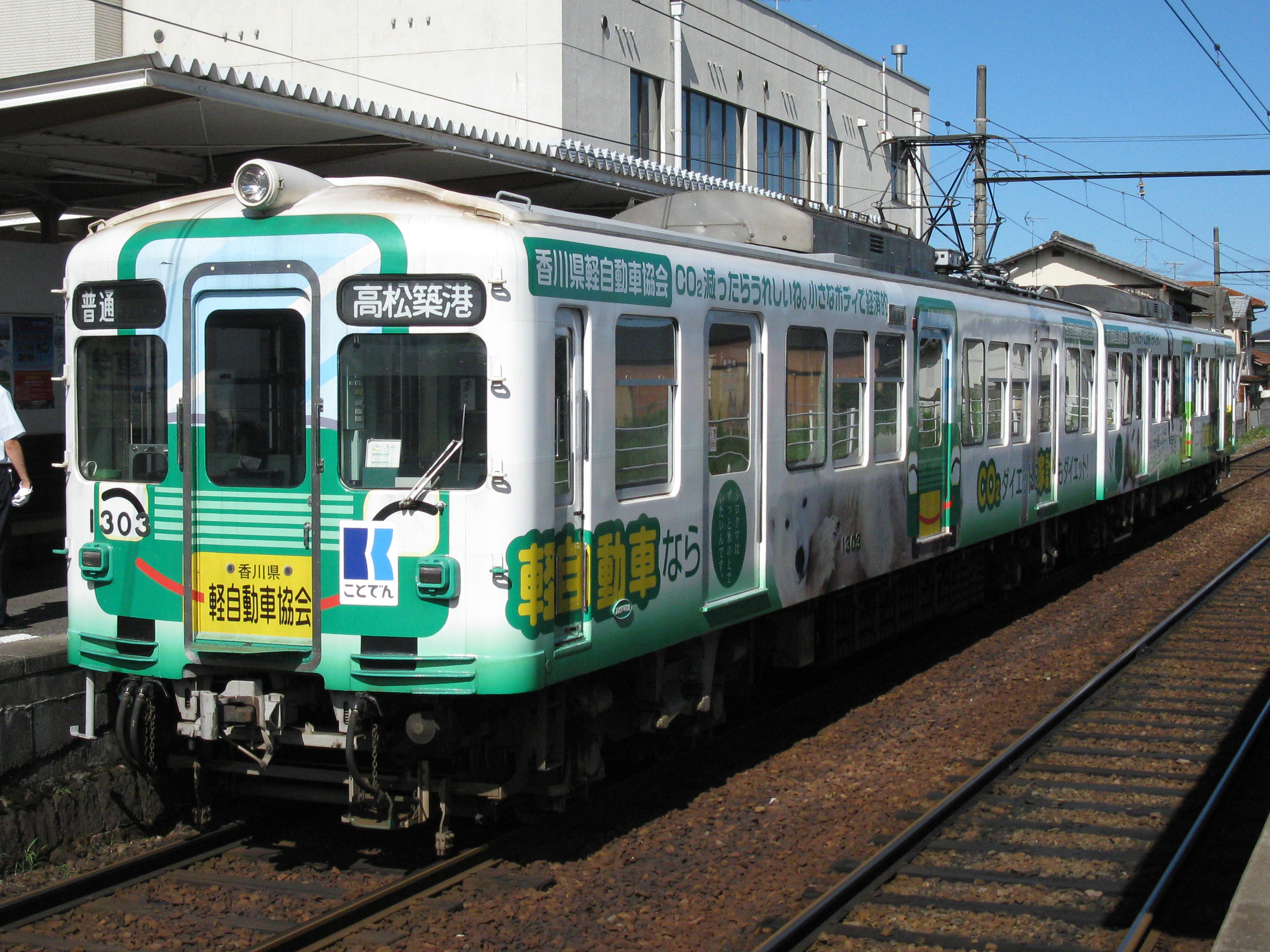
Serie 1300